# Christina Hölzel
Christina Hölzel (* 1974 in Augsburg) ist Co-Sprecherin im Netzwerk Nachhaltige Wissenschaft, Fachtierärztin für Mikrobiologie und Hochschullehrerin an der Christian-Albrechts-Universität zu Kiel.

## Werdegang
Hölzel studierte von 1995 bis 2001 Veterinärmedizin an der Ludwig-Maximilians-Universität München. Anschließend forschte sie von 2002 bis 2013 am Lehrstuhl für Tierhygiene der Technischen Universität München und habilitierte sich dort im Jahr 2015, dem Fachmentorat gehörte unter anderem Lothar Wieler an. Von 2013 bis 2017 war sie an der Ludwig-Maximilians-Universität München als Privatdozentin und Leiterin der mikrobiologischen Abteilung am Lehrstuhl für Hygiene und Technologie der Milch tätig.
Seit 2017 ist Hölzel Professorin für Tierhygiene, Tiergesundheit und Lebensmittelhygiene an der Christian-Albrechts-Universität zu Kiel.
Hölzel ist Mitglied der Nationalen Forschungsplattform für Zoonosen und gehört zum Scientific Advisory Board des Leibniz Forschungsschwerpunkts Infections.

## Forschung
Forschungsgegenstand von Hölzel ist die landwirtschaftliche Nutztierhaltung mit einem Fokus auf Infektionskrankheiten bei Tieren, Zoonosen und Antibiotikaresistenzen. Hölzel beschäftigt sich hierbei mit mikrobiologischer Lebensmittelsicherheit und der Verbreitung von Antibiotika-resistenten Bakterien über Obst, Gemüse und Fleischprodukte. Sie geht dabei u. a. der Frage nach, inwiefern Klärschlamm und Schweinegülle bei der Verbreitung von Antiobiotikaresistenzen eine Rolle spielen und in welchem Ausmaß Lebensmittel mit Antibiotika-resistenten Bakterien belastet sind. Weitere Forschungsschwerpunkte sind die Wirksamkeit von Desinfektionsmitteln und Hygienekonzepten, das Mikrobiom von Nutztieren, Bakteriophagen und die Eutergesundheit bei Kühen.

## Gesellschaftliche Aktivitäten und Presse
Hölzel setzt sich im Netzwerk Nachhaltige Wissenschaft aktiv für Reformen in der Hochschulpolitik und im Netzwerk MaWi gegen Machtmissbrauch in der Wissenschaft ein. Zudem engagiert sie sich in der Gleichstellungs- und Diversitätsarbeit ein, u. a. als dezentrale Diversitätsbeauftragte ihrer Fakultät, als Frauenbeauftragte der Tierärztlichen Fakultät der LMU München (2016–2017) und in öffentlich rezipierten Tweets. In der Presse äußerte Hölzel sich auch zur Zoonoseübertragung durch Nutztiere und zur Rolle der Wissenschaft in der Corona-Krise. In der SWR2-Reihe Wissen spezial: Die Macht reflektierte sie 2021 die Bedeutung sozialer Herkunft.